# Sr. Creosota
Sr. Creosota (Mr. Creosote en inglés) es un personaje ficticio de la película de los Monty Python El sentido de la vida, interpretado por Terry Jones, actor que también dirigió la película.

## Características
El personaje es un hombre de mediana edad con una obesidad mórbida totalmente anormal para el ser humano. En su aparición en uno de los sketches de la película hace acto de presencia en el restaurante mientras de fondo suena la banda sonora de Tiburón.

## Sketch del restaurante
En el sketch, el Sr. Creosota se dispone a cenar en un restaurante francés siendo atendido por un maître (John Cleese) con el que inicia una conversación:

Maître: Aaah! monsieur, buenas tardes. ¿Cómo se encuentra hoy?
 Sr. Creosota: Mejor.
 Maître: ¿Mejor? 
Sr. Creosota: Mejor que traiga un cubo. Voy a vomitar.

Tras el diálogo, es llevado a la mesa del centro y una vez sentado empieza a vomitar, intentando atinar en el cubo que había pedido anteriormente. En un instante, el suelo del local se cubre de vomitos. Tras venir la señora de la limpieza, la mujer tiene la misma suerte que el cubo (y es cubierta por los vomitos del Sr. Creosota), además de los pantalones del maître, que también se ensucian. Después de terminar, Creosota escucha pacientemente el menú del día, y acepta que le sirvan todo lo del menú en un cubo con huevos de perdiz encima, paté y de aperitivo, seis botellas de Château Latour, un par de vinos espumosos y media docena de cervezas. Tras acabar de pedir, vuelve a vomitar, esta vez sobre sí mismo y en su mesa, y los otros comensales acaban marchándose por las arcadas. Al final, tras comérselo todo, el maître le ofrece como un pequeño aperitivo una chocolatina de menta, a pesar de que el Sr. Creosota dice no poder más, aunque acaba aceptándola. Tras comérsela, su cuerpo se empieza a inflar hasta que revienta y se produce una gigantesca explosión en la que un torrente de bilis y comida digerida lo ensucia todo.
A pesar de la explosión, Creosota sigue vivo, pero su pecho aparece abierto contemplándose sus costillas y el corazón (todavía latiendo). Al Sr. Creosota, después de la explosión, se lo puede ver un poco confuso por lo que ha pasado, pero en cambio el maître se le acerca con tranquilidad ofreciéndole la cuenta.

## Recepción
Esta escena ha sido considerada como una de las más repulsivas en el cine del siglo XX. [cita requerida] El director Quentin Tarantino confesó haber sentido náuseas por el sketch, en cambio los críticos alabaron el humor negro. (Leonard Maltin declaró que «es una escena inolvidable, guste o no»). Fue rodada en Porchester Centre, un edificio público de Westminster, Londres.